# Wolfgang-Michael Franz

Wolfgang Michael Franz (2024)

Wolfgang-Michael Franz (* 16. Dezember 1959 in München) ist ein deutscher Internist, Kardiologe und Universitätsprofessor, der im Bereich der Stammzelltherapie und kardiovaskulären Regeneration forschte. Von 2001 bis 2013 leitete Franz eine wissenschaftliche Arbeitsgruppe, die sich auf die therapeutischen Anwendungen von Stammzellen bei Herzinsuffizienz konzentrierte. In seiner Forschung erzielte er bedeutende Fortschritte bei der Behandlung des Myokardinfarkts und anderer Herzerkrankungen. 2017 wandte er sich dem Bereich der Telemedizin zu, um die Technologie weiterzuentwickeln und in der kardiovaskulären Versorgung zu etablieren.

## Leben
Franz wurde 1959 in München geboren. Nach seinem Abitur am Klenze-Gymnasium studierte er Medizin an der Ludwig-Maximilians-Universität München sowie bei Forschungsaufenthalten in Brasilien und Südafrika. Danach spezialisierte er sich an der University of California, San Diego, auf Molekularbiologie. Franz ist verheiratet und hat vier Kinder.

## Beruflicher Werdegang
Von 1982 bis 1984 arbeitete Franz unter der Leitung von Erland Erdmann an der Ludwig-Maximilians-Universität München und promovierte 1986 zum Thema „Genetische Marker der essenziellen Hypertonie“. Von 1986 bis 1989 setzte Franz seine wissenschaftliche Ausbildung mit einem Stipendium der Deutschen Forschungsgemeinschaft (DFG) im Labor von Jean Wang an der University of California, San Diego (UCSD), fort, wo er zum abl-Onkogen forschte. 1999 habilitierte sich Franz unter der Leitung von Hugo Katus mit einer Arbeit zur „Molekularen Diagnostik und somatischen Gentherapie der Dystrophin-assoziierten dilatativen Kardiomyopathie“. Franz erhielt eine C3-Professur an der Ludwig-Maximilians-Universität München und leitete dort eine Arbeitsgruppe im Bereich der Stammzelltherapie. 2013 folgte er einem Ruf an die Medizinischen Universität Innsbruck, wo er bis 2017 als Ordinarius für Kardiologie und Angiologie tätig war.

## Wissenschaftlicher Beitrag
Franz entwickelte zwischen 1989 und 1992 in der Arbeitsgruppe von Reinhard Kandolf ein transgenes Tiermodell zur herzmuskelspezifischen Genexpression, das später die Basis seiner Forschung in der molekularen Kardiologie bildete. Zusammen mit Kenneth Chien baute er diese Arbeit aus und etablierte am Max-Planck-Institut für Biochemie bei Hans-Peter Hofschneider ein Modell zur herzmuskelspezifischen Genexpression. Von 1992 bis 2013 leitete er die Arbeitsgruppe „Molekulare Kardiologie, Gen- und Stammzelltherapie“.
Ein Schwerpunkt seiner Forschung lag in der Entwicklung von Tiermodellen zur Untersuchung von Herzmuskelerkrankungen und in der Anwendung von Gentherapien bei Herzinsuffizienz. Besondere Aufmerksamkeit widmete seine Arbeitsgruppe der Erforschung molekularer Signalwege, die für die Zelltherapie und das Tissue Engineering wichtig sind. In experimentellen Studien zeigte seine Gruppe, dass Stammzellen nach einem Myokardinfarkt zur Regeneration von Herzmuskelzellen beitragen können. Durch die Kombination von SDF-1 mit Wachstumsfaktoren sowie die Gabe von DPPIV-Hemmern konnte die Regeneration des Herzgewebes weiter verbessert werden. Diese Forschungsergebnisse führten zur Entwicklung eines neuartigen Therapieansatzes, der in Phase-I- und Phase-II-Studien erfolgreich getestet wurde. 2011 wurden die Patentrechte von der Firma Recardio erworben.
In seiner Forschungsarbeit an der LMU betreute Franz zahlreiche Doktoranden und Habilitanden.

### Patente
Franz ist Miterfinder mehrerer internationaler Patente im Bereich der regenerativen Medizin und Gentherapie:
- 1996: Embryonale Herzmuskelzellen, ihre Herstellung und Verwendung. Internationales Patent WO 96/16163.[34]
- 1996: Gentherapeutisches Nukleinsäurekonstrukt zur Behandlung von Herzkrankheiten. Internationales Patent PCT/DE96/02181.[35]
- 1997: In-vitro-Test für embryotoxische und teratogene Substanzen mit pluripotenten embryonalen Zellen. Internationales Patent WO 97/01644.[36]
- 2003: Verwendung und Verfahren zur Behandlung von Ischämien. Internationales Patent EP 03 02 4526.0.[37]

## Beiträge zur öffentlichen Diskussion der Stammzellforschung
Franz arbeitete an der Differenzierung von embryonalen Stammzellen, um Herzmuskelzellen für die regenerative Medizin zu gewinnen. Embryonale Stammzellen werden in der Forschung eingesetzt, um grundlegende Entwicklungsprozesse zu verstehen und potenzielle Therapien für Krankheiten wie Parkinson, Diabetes und Querschnittslähmungen zu entwickeln. Ein zentrales Ziel seiner Forschung war es, Wege zu finden, beschädigtes Herzgewebe nach einem Infarkt zu reparieren.
Da die Generierung embryonaler Stammzellen nach dem deutschen Stammzellgesetz von 2002 verboten war, importierte Franz diese Zellen von der israelischen Forschergruppe um Joseph Itskovitz in Haifa. Die fehlende gesetzliche Regelung für den Import von menschlichen embryonalen Stammzellen führte 2001 zu einer intensiven ethischen Diskussion auf Bundesebene. Franz trug mit seiner Forschung zur Differenzierung von Stammzellen in Herzmuskelzellen zur wissenschaftlichen Debatte bei und war eine treibende Kraft in der öffentlichen Diskussion über das Stammzellgesetz in Deutschland und der EU⁵.
Als anerkannter Kardiologe und Experte für Stammzellforschung trat Franz häufig in den Medien, insbesondere im Bayerischen Rundfunk, auf, um die wissenschaftlichen und ethischen Aspekte der Stammzellforschung zu erläutern. Dabei betonte er das Potenzial embryonaler Stammzellen für die regenerative Medizin und äußerte Kritik an politischen Entscheidungen, die seiner Meinung nach den wissenschaftlichen Fortschritt behinderten. Seine Kritik trug zu einer Gesetzesänderung bei, die eine Anpassung der Stichtagsregelung für den Import von Stammzellen ermöglichte.

## Klinische Laufbahn
Franz absolvierte seine klinische Ausbildung am Deutschen Herzzentrum in München (1991–1992), an der Universitätsklinik Heidelberg (1992–1996) sowie bei Hugo A. Katus an der Universität zu Lübeck (1997–2001). Im Jahr 1997 wurde er Facharzt für Innere Medizin. Anschließend war er von 1997 bis 2001 als Oberarzt interventionell tätig und erlangte im Jahr 2000 die Schwerpunktbezeichnung Kardiologie. Im Jahr 2004 erhielt Franz einen Ruf auf eine C3-Professur für „Innere Medizin und interventionelle Kardiologie“ an der Ludwig-Maximilians-Universität München (LMU), wo er in der Klinik für Innere Medizin I, Kardiologie, Pneumologie und Nephrologie tätig war. Während seiner Tätigkeit als Oberarzt erlangte er die Qualifikation für „Spezielle Internistische Intensivmedizin“. 2013 folgte Franz einem Ruf an die Medizinische Universität Innsbruck, wo er die Leitung der Klinik für Innere Medizin III, Kardiologie und Angiologie übernahm. Gemeinsam mit der Herzchirurgie und weiteren herzmedizinischen Disziplinen baute er das Universitäre Herzzentrum Innsbruck auf. Zudem führte er den Innsbrucker Kardiologie-Kongress fort, der von seinem Vorgänger, Otmar Pachinger, ins Leben gerufen wurde. Von 2013 bis 2016 war er Mitglied des Präsidiums der Österreichischen Kardiologischen Gesellschaft (ÖKG).

## Kritik und Kontroversen
Im Sommer 2015 erhob die Tiroler Landeskrankenanstalten GmbH (TILAK) Vorwürfe gegen Wolfgang Franz, die sich auf Unstimmigkeiten bei der Abrechnung von Arzthonoraren und Kritik an seiner Personalführung bezogen. Franz selbst wies wiederholt auf den Mangel an ärztlichem Personal hin, insbesondere im Zusammenhang mit der Aufstockung des Teams für das neu gegründete Herzzentrum Innsbruck. Aufgrund der gegenseitigen Anschuldigungen wurde eine Untersuchungskommission eingesetzt.
Ende 2015 wurde Franz die Leitung der Klinik entzogen, wobei er seine Position als Universitätsprofessor an der Medizinischen Universität Innsbruck bis 2017 behielt. Im Februar 2017 stellte die Tiroler Staatsanwaltschaft die Ermittlungen gegen Franz ein und ließ alle Vorwürfe fallen. Daraufhin schied Franz einvernehmlich aus der Medizinischen Universität Innsbruck aus. Nach einer Übergangsphase wurde 2019 Axel Bauer zum neuen Leiter der Kardiologie ernannt.

## Telemedizin
Nach seinem Ausscheiden aus der Universitätsmedizin arbeitete Franz von 2017 bis 2022 als Ärztlicher Direktor und Mitglied der Geschäftsführung der SHL Telemedizin GmbH. Das international tätige Unternehmen mit Sitz in Israel betreute über 13.000 Patienten mit Herzinsuffizienz durch Telemonitoring und bot digitale Gesundheitslösungen für medizinisches Personal an.
Ab 2018 war Franz zusätzlich für die strategische Geschäftsentwicklung verantwortlich und setzte sich für die Implementierung von Disease-Management-Programmen ein, die zur Verbesserung der Versorgung von Patienten mit chronischer Herzinsuffizienz beitrugen. Diese Programme führten zu einer Senkung der Mortalität und Gesundheitskosten sowie zu einer Verbesserung der Lebensqualität.
Ein Schwerpunkt seiner Tätigkeit war die Integration digitaler Technologien in das Gesundheitssystem. Er verhandelte mit Krankenkassen, Krankenhäusern und Pharmaunternehmen, um die Einführung von Telemedizin zu fördern. Im Jahr 2022 unterstützte er den Start des „telecor“-Programms, das kardiologischen Praxen beim Aufbau von Telemonitoring-Systemen half.
Seit Oktober 2022 ist Franz Geschäftsführer (CEO) und Ärztlicher Direktor der myon.clinic GmbH, einer Tochtergesellschaft der Oncare GmbH, die telemedizinische Dienstleistungen anbietet. Das Unternehmen bietet telemedizinische Konsultationen an, insbesondere für chronisch kranke Patienten, und entwickelt Betreuungsprogramme für die Prävention und die peri-operative Versorgung. Im November 2023 gründete Franz das Joint Venture „myon.coach GmbH“ in Zusammenarbeit mit dem Bund der Niedergelassenen Kardiologen (BNK), um die Versorgung von Herzpatienten weiter zu verbessern.

## Veröffentlichungen
- Kandolf R et al. (1993). Enterovirus-induced cardiomyopathy: molecular analysis of acute and persistent myocardial infections. In: Idiopathic Dilated Cardiomyopathy - Molecular and Structural Mechanisms, Clinical Consequences (Ed. H.R. Figulla, R. Kandolf, B. McManus), Springer-Verlag, Heidelberg, 267-283. (online)
- Franz WM et al. (1995). X-Linked Dilated Cardiomyopathy: Novel Mutation of the Dystrophin Gene. In: Cardiac Growth and Regeneration (Ed. W.C. Claycomb, P. Di Nardo), Annals of the New York Academy of Sciences, 752: 470-91. (PMID 7755293)
- Franz WM et al. (1999). Tissue-specific gene delivery by recombinant adenoviruses containing cardiac-specific promoters. In: Cardiovascular Specific Gene Expression (Ed. P.A. Doevendans, R.S. Reneman), Kluwer Academic Publishers, Dordrecht, 301-318. (PMID 9415302)
- Franz WM, Rothmann T, Müller M, Frey N, Katus HA. Tissue-specific gene delivery by recombinant adenoviruses containing cardiac-specific promoters In: Kluwers archive - Cardiovascular specific gene expression Doevendans PA, Reneman RS, Wellens HJJ, van Bilsen M (eds.), Kluwer Academic Publishers, Dordrecht, The Netherlands, 301-318, 1999. (online)
- Franz WM. Virale und zelluläre Gentherapie: Möglichkeiten bei chronischer Herzinsuffizienz. In: Symposium Medical 11: 18, 2000.
- Franz WM, Müller OJ, Grünig E, Cremer M, Katus HA. Registry of families with inherited dilated cardiomyopathy for molecular analyses Symposiumsband From Molecule to Men - Molecular Basis of Congenital Cardiovascular Disorders Zehender M, Breithardt G, Just H (eds.), Steinkopf Verlag, Darmstadt, 7-18, 2000. (online)
- Franz WM, Müller OJ, Katus HA, von Degenfeld G, Steinbeck G, Boekstegers P. Myocardial-specific gene delivery Symposiumband Molecular approaches to Heart Failure Therapy Hasenfuß G, Marban E (eds.), Steinkopf Verlag, Darmstadt, 126-143, 2000. (online)
- David R, Franz WM. Aufreinigung von Herzmuskelzellen aus in vitro differenzierten embryonalen Stammzellen zur Transplantation. Transscript Laborwelt IV: 4-10, 2001. (doi:10.1007/s00108-006-1613-z)
- Selbert S, Franz WM. Myocardial tissue engineering Ernst Schering Research Foundation Workshop 35 Stem Cell Transplantation and Tissue Engineering Haverich A, Graf H (eds.), Springer-Verlag, Berlin Heidelberg New York, 47-66, 2002. (online)
- David R, Franz WM. Warum ist die Forschung an humanen embryonalen Stammzellen auch in Deutschland notwendig ? Hanns Seidel Stiftung e.V., Politische Studien, Sonderheft 1 /2002 Ethik und Biomedizin: Der Umgang mit menschlichen Embryonen Hanns Seidel Stiftung e.V. (eds.), Atwerb-Verlag KG, München, 7-19, 2002. (online; PDF)
- Wolf E, Franz WM. Die Welt der kleinen Alleskönner Stammzellen – Heiler der Zukunft? Verband Deutscher Biologen und biowissenschaftlicher Fachgesellschaften Wohin die Reise geht... Lebenswissenschaften im Dialog BMBF und vdbiol (eds.), WILEY-VCH Verlag GmbH, Weinheim, 32-39, 2002. (online)
- Franz WM, Zaruba M. Perspektiven der Stammzelltherapie in der klinischen Medizin – Das Beispiel der Behandlung des Herzinfarktes In: Die Forschung an embryonalen’ Stammzellen in ethischer und rechtlicher Perspektive’ Maio G / Just H (eds.) in der Reihe Ethik und Recht in der Medizin des Nomos-Verlages, Bd. 36, Baden-Baden, 61-84, 2003. (online)
- David R, Franz WM. Embryonale Stammzellen – Chancen für die Therapie und ethische Herausforderung In: Practical Ethics in Medicine Oemichen M, Kaatsch HJ, Rosenau H (eds.), Verlag Schmidt-Römhild, Lübeck, 153-73, 2003. (online)
- Franz WM, Müller OJ, Katus HA, von Degenfeld G, Steinbeck G, Boekstegers P. Chapter 1: Myocardial-Specific Gene Delivery In: Cardiac Bioassist 2002. Guldner N, Klapproth P, Jarvis JC (eds.) in der Reihe Cardiac Bioassist Association, Shaker-Verlag, Aachen, 19-33, 2003. (online)
- Franz WM. Möglichkeiten der Stammzellforschung bei Herzinfarkt In: Stammzellen-Heiler der Zukunft? Verband Deutscher Biologen und biowissenschaftlicher Fachgesellschaften, vdbiol (eds.), Eigendruck, im Selbstverlag, München, 25-29, 2004. (online)
- Franz WM, David R. Deutsche und internationale Gesetzlage. Ein Blick über die Grenzen In: Stammzellen-Heiler der Zukunft? Verband Deutscher Biologen und biowissenschaftlicher Fachgesellschaften, vdbiol (eds.), Eigendruck, im Selbstverlag, München, 58-62, 2004.
- Franz WM, David R. Kapitel 1.1: Embryonale Stammzellen In: Stammzelltherapie in der Kardiologie – Stand und Perspektiven. Dimmeler S, Zeiher A (Hrsg.). Uni-Med-Verlag, Bremen, 16-20, 2004. (online)
- Franz WM, David R. Kapitel 2.5: Embryonale Stammzellen zur kardialen Regeneration In: Stammzelltherapie in der Kardiologie – Stand und Perspektiven. Dimmeler S, Zeiher A (Hrsg.). Uni-Med-Verlag, Bremen, 47-53, 2004. (online)
- Franz WM, David R. Kapitel 3.5: Gesetzliche Auflagen zu Import und Forschung mit humanen embryonalen Stammzellen In: Stammzelltherapie in der Kardiologie – Stand und Perspektiven. Dimmeler S, Zeiher A (Hrsg.), Uni-Med-Verlag, Bremen, 77-80, 2004. (online)
- David R, Franz WM. Embryonale Stammzellen: Zukunftsperspektiven In: Deutsche Stammzellpolitik im Zeitalter der Transnationalisierung. Wink R (Hrsg.), Nomos-Verlag, Baden-Baden, 33-45, 2006. (online)
- Theiss, HD, Franz WM. Regenerative Therapie bei chronischer Herzinsuffizienz. Der Bayerische Internist, 27; 2: 87-91, 2007.
- Franz WM, Chronische Herzinsuffizienz. Der Bayerische Internist, 27;2: 59 (Editorial), 2007.
- Theiss, HD, Zaruba MM, Franz WM. Verbessertes Homing mobilisierter Stammzellen nach akutem Herzinfarkt. Laborwelt , 2: 36, 2009
- Franz WM. Pharmakogenomik und Pharmakogenetik in der Kardiologie – Bedeutung für die Praxis. Der Bayerische Internist, 2009 (Editorial)
- Franz WM, Parhofer KG Kardiodiabetes. Der Bayerische Internist 2010 (Editorial)
- Becker A & Franz WM Einsatz der kardialen Bildgebung bei Patienten mit Diabetes mellitus, Der Bayerische Internist, 2010
- Theiss HD & Franz WM. Besonderheiten in der Behandlung des akuten Koronarsyndroms bei Diabetikern, Der Bayerische Internist, 2010
- Brenner C, David R, Franz WM. Cardiovascular stem cells. In: Regenerative Medicine – From Protocol to Patient. Steinhoff G (Ed.), SpringernVerlag, London, 247-264, 2011 (doi:10.1007/978-3-319-27610-6_6)

## Interviews
- Beatrice Lugger: Halbherzige Entscheidung. (W.-M. Franz zum Bundestagsentscheid zur Stammzellen-Forschung). In: Focus Magazin. 4. Februar 2002, archiviert vom Original (nicht mehr online verfügbar) am 7. November 2015; abgerufen am 20. September 2024.
- Biomedizin. Schizophrene Situation (Wolfgang-Michael Franz im Interview). In: Der Spiegel. Nr. 31, 2006 (online – 31. Juli 2006).